# Кияночка
Культу́рный центр «Кия́ночка» — хореографическое учебное заведение в Киеве, организованное в 1985 году супругами Дмитрием и Галиной Кайгородовыми на базе детского ансамбля народного танца. Располагается по улице Софиевская 11-15.

## Общая информация

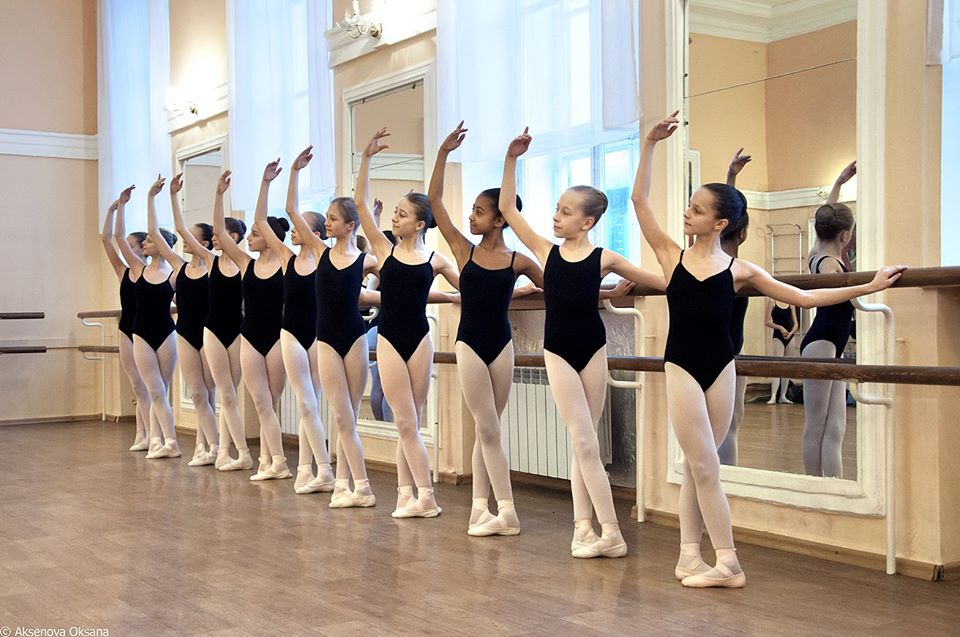
Урок классического танца

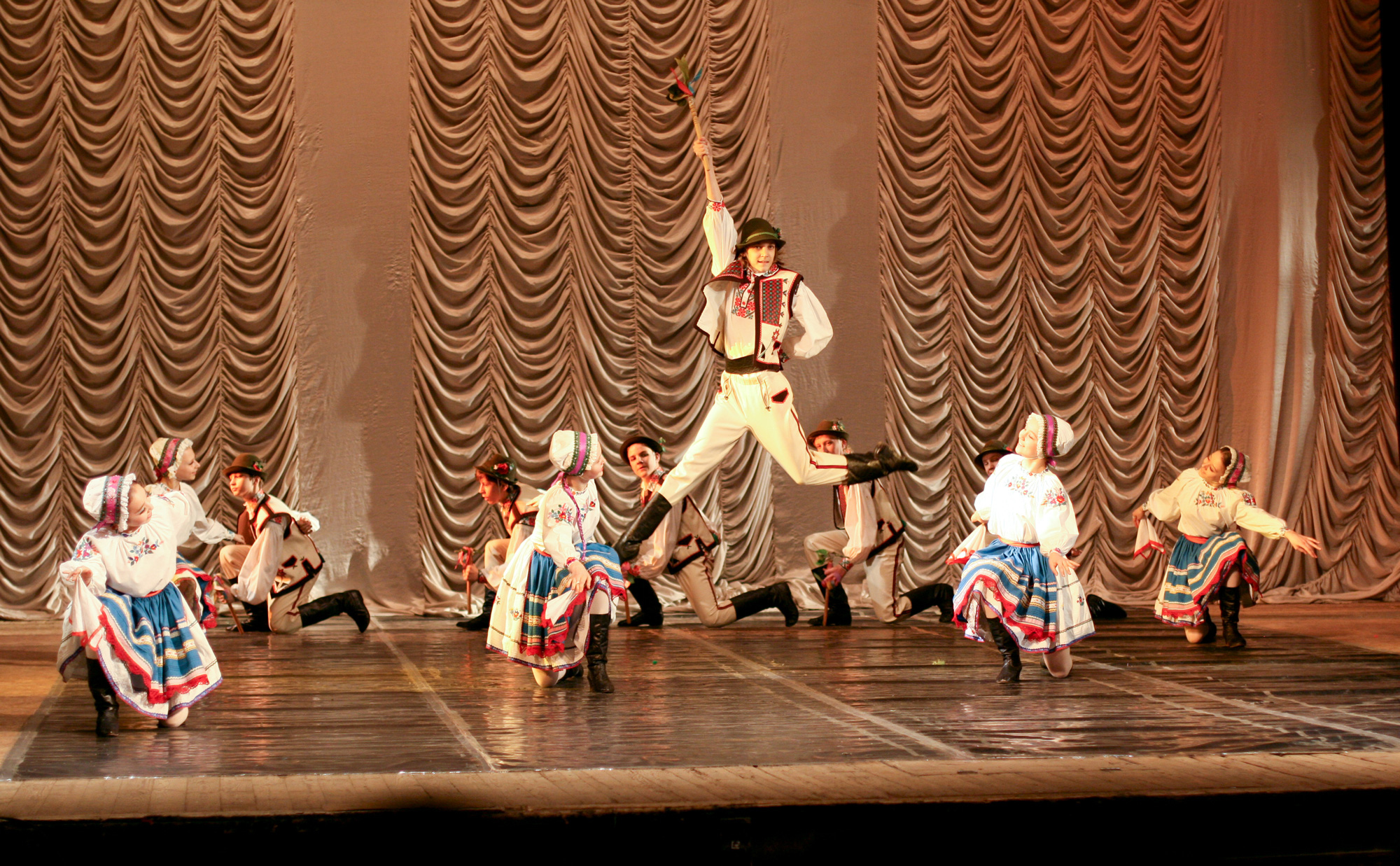
Народный танец «Березнянка»

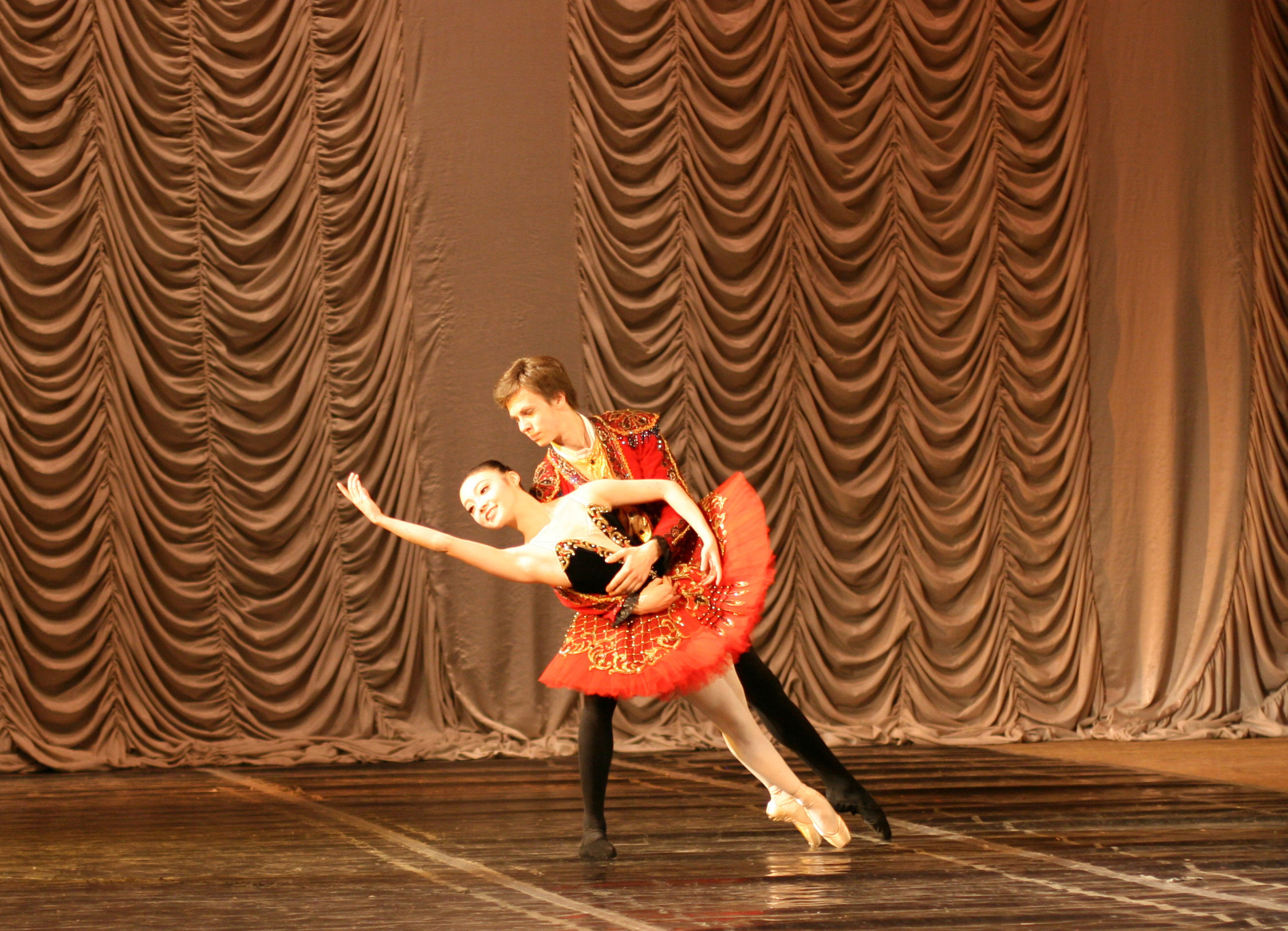
Выступление учащихся

Будучи аспирантом Киевского института культуры, Дмитрий Кайгородов открыл экспериментальный хореографический класс в Киевской средней школе № 57, а затем решил создать собственную студию. «Кияночка» зародилась на основе детского вокально-хореографического ансамбля при Киевском городском доме учителя. Среди её педагогов — солисты балета Анна Дорош и Андрей Глазшнейдер.
Занятия хореографией проходят по улице Софиевской 11-15 и на Борщаговской улице. Обучение является платным.
В структуру хореографического образования «Кияночки» входят школа-детский сад, школа искусств, хореографическая гимназия, Киевский хореографический колледж и театр «Молодой балет Киева». Школа-детский сад «Кияночка» (уменьш. ласк. от укр. киянка — «жительница Киева», «киевлянка»), открывшаяся в Соломенском районе Киева в 1998 году, осуществляет дошкольное образование. Среднее школьное и хореографическое образование предоставляет хореографическая гимназия «Кияночка». Киевский хореографический колледж осуществляет подготовку младших специалистов по специальности «хореография» (классическая либо современная) и присваивает квалификации артист балета либо артист ансамбля современного танца, преподаватель хореографии начальных художественных учебных заведений, руководитель любительского хореографического коллектива.

### Молодой балет Киева
Учащиеся и выпускники культурного центра проходят сценическую практику в спектаклях и концертах собственного детского коллектива (с 2011 года — театр «Молодой балет Киева»). В его репертуаре — адаптированные для детей балеты классического наследия «Лебединое озеро» и «Щелкунчик» в редакции Евгения Кайгородова, фрагменты балетов «Лесная песня», «Тщетная предосторожность» и «Дон Кихот», различные народные танцы а также современная хореография. В 2007 году хореограф Алла Рубина создала для коллектива спектакль «Кармен Street».
В главных партиях балетных спектаклей участвуют приглашённые артисты. Так, в «Лебедином озере» солировали артисты Большого театра Елена Казакова и Владимир Непорожний (на сцене Национальной оперы Украины, 2007), Нина Гольская (гастроли в Крыму, 2012), солисты Национальной оперы Украины Анна Дорош и Виктор Ищук (на сцене Одесского театра оперы и балета, 2012).
В 1991 году коллектив выступал в Италии, ФРГ и Франции. Позднее гастролировал в Австрии, Испании, Польше, Греции, Ливане, Китае, Японии, Корее, Канаде, странах Латинской Америки.

## Ученики и выпускники
Среди учеников и выпускников «Кияночки» — солисты балета Национальной оперы Украины Виктор Ищук и Кристина Шишпор, солисты Киевского театра оперы и балета для детей и юношества Оксана Бондаренко и Никита Сухоруков, участница телевизионного конкурса «Танцуют все!» Тисато Исикава. Здесь начинали свои занятия балетом выпускницы Киевского хореографического училища балерины Наталья Домрачева и Екатерина Шалкина, выпускница школы Вадима Писарева в Донецке Яна Саленко, а также актриса Анастасия Стоцкая.
Учащиеся культурного центра становились лауреатами различных балетных конкурсов, в том числе Международного конкурса артистов балета и хореографов имени Сержа Лифаря, Международного конкурса артистов балета имени Галины Улановой, конкурса классической и современной хореографии «Мысль — поток». В 2013 году ансамбль классического танца гимназии «Кияночка» получил Гран-при конкурса Харьковской хореографической школы «Хрустальная туфелька».